# Хејзелтон (Ајова)
Хејзелтон (енгл. Hazleton) град је у америчкој савезној држави Ајова. По попису становништва из 2010. у њему је живело 823 становника.

## Демографија
Према попису становништва из 2010. у граду је живело 823 становника, што је -127 (-13.4%) становника више него 2000. године.
| Група             | 2000.       | 2010.       |
| Белци             | 916 (96,4%) | 786 (95,5%) |
| Афроамериканци    | 0 (0,0%)    | 4 (0,5%)    |
| Азијати           | 0 (0,0%)    | 0 (0,0%)    |
| Хиспаноамериканци | 20 (2,1%)   | 13 (1,6%)   |
| Укупно            | 950         | 823         |